# Bộ Nữ (女)
Bộ Nữ (女) nghĩa là "phụ nữ", "nữ giới" là một trong 31 bộ thủ được cấu tạo từ 3 nét trong số 214 Bộ thủ Khang Hi. Trong Khang Hi tự điển, có 681 ký tự (trong tổng số 49.030) được tìm thấy dưới bộ thủ này.

## Chữ thuộc bộ Nữ (女)

Giáp cốt văn
Kim văn
Đại triện
Tiểu triện

| Số nét | Chữ |
| ------ | --- |
| 3 nét  | 女 |
| 5 nét  | 奴 奵 奶 |
| 6 nét  | 奷 奸 她 奺 奻 奼 好 奾 奿 妀 妁 如 妃 妄 妅 妆 妇 妈 娄 |
| 7 nét  | 妉 妊 妋 妌 妍 妎 妏 妐 妑 妒 妓 妔 妕 妖 妗 妘 妙 妚 妛 妜 妝 妞 妟 妠 妡 妢 妣 妤 妥 妦 妧 妨 妩 妪 妫                                                                                              |
| 8 nét  | 妬 妭 妮 妯 妰 妱 妲 妳 妴 妵 妶 妷 妸 妹 妺 妻 妼 妽 妾 妿 姀 姁 姂 姃 姄 姅 姆 姇 姈 姉 姊 始 姌 姍 姎 姏 姐 姑 姒 姓 委 姕 姖 姗                                                                   |
| 9 nét  | 姘 姙 姚 姛 姜 姝 姞 姟 姠 姡 姢 姣 姤 姥 姦 姧 姨 姩 姪 姫 姬 姭 姮 姯 姰 姱 姲 姳 姴 姵 姶 姷 姸 姹 姺 姻 姼 姽 姾 姿 娀 威 娂 娃 娅 娆 娇 娈                                                       |
| 10 nét | 娉 娊 娋 娌 娍 娎 娏 娐 娑 娒 娓 娔 娕 娖 娗 娘 娙 娚 娛 娜 娝 娞 娟 娠 娡 娢 娣 娤 娥 娦 娧 娨 娩 娪 娫 娬 娭 娮 娯 娰 娱 娲 娳 娴                                                                   |
| 11 nét | 娵 娶 娷 娸 娹 娺 娻 娼 娽 娾 娿 婀 婁 婂 婃 婄 婅 婆 婇 婈 婉 婊 婋 婌 婍 婎 婏 婐 婑 婒 婓 婔 婕 婖 婗 婘 婙 婚 婛 婜 婝 婞 婟 婠 婡 婢 婣 婤 婥 婦 婧 婨 婩 婪 婫 婬 婭 婮 婯 婰 婱 婲 婳 婴 婵 婶 |
| 12 nét | 婷 婸 婹 婺 婻 婼 婽 婾 婿 媀 媁 媂 媃 媄 媅 媆 媇 媈 媉 媊 媋 媌 媍 媎 媏 媐 媑 媒 媓 媔 媕 媖 媗 媘 媙 媚 媛媜 媝 媞 媟 媠 媡 媢 媣 媤 媥 媦 媧 媨 媩 媪 媫 媬 媭 媮 媯                             |
| 13 nét | 媰 媱 媲 媳 媴 媵 媶 媷 媸 媹 媺 媻 媼 媽 媾 媿 嫀 嫁 嫂 嫃 嫄 嫅 嫆嫇 嫈 嫉 嫊 嫋 嫌 嫍 嫎 嫏 嫐 嫑 嫒 嫓 嫔 嫕 嫖                                                                                   |
| 14 nét | 嫗 嫘 嫙 嫚 嫛 嫜 嫝 嫞 嫟 嫠 嫡 嫢 嫣 嫤 嫥 嫦 嫧 嫨 嫩 嫪 嫫 嫬 嫭 嫮 嫯 嫰 嫱 嫲 嫳 嫴 |
| 15 nét | 嫵 嫶 嫷 嫸 嫹 嫺 嫻 嫼 嫽 嫾 嫿 嬀 嬁 嬂 嬃 嬄 嬅 嬆 嬇 嬈 嬉 嬊 嬋 嬌 嬍 嬎 嬏 |
| 16 nét | 嬐 嬑 嬒 嬓 嬔 嬕 嬖 嬗 嬘 嬙 嬚 嬛 嬜 嬝 嬞 嬟 嬠 嬡 嬢 |
| 17 nét | 嬣 嬤 嬥 嬦 嬧 嬨 嬩 嬪 嬫 嬬 嬭 嬮 嬯 嬰 嬱 嬲 嬳 嬴 嬵 嬶 |
| 18 nét | 嬷 嬸 嬺 嬻 嬼 |
| 19 nét | 嬹 嬽 嬾 嬿 |
| 20 nét | 孀 孁 孂 孃 孄 孅 孆 |
| 21 nét | 孇 孈 孉 |
| 22 nét | 孊 孋 孌 孍 |
| 24 nét | 孎 孏 |